# Rhabdepyris myrmecophilus
Rhabdepyris myrmecophilus är en stekelart som beskrevs av Jean-Jacques Kieffer 1904. Rhabdepyris myrmecophilus ingår i släktet Rhabdepyris, och familjen dvärggaddsteklar. Arten är reproducerande i Sverige. Arten lever i association med grästorvmyran.